# Henry H. Arnold
Henry Harley „Hap“ Arnold (25. června 1886 Gladwyne, Pennsylvánie, Spojené státy americké – 15. ledna 1950 Sonoma, Kalifornie, Spojené státy americké) byl americký důstojník, který dosáhl hodností armádního generála a generála letectva. Arnold byl průkopník letectví, který se učil létat u bratrů Wrightových, náčelník armádního leteckého sboru (1938–1941), velící generál armádních vzdušných sil Spojených států, jediný generál letectva Spojených států, který byl držitelem pětihvězdičkové hodnosti, a jediný člověk, který byl pětihvězdičkovým generálem ve dvou různých složkách amerických ozbrojených sil. Arnold byl také zakladatelem projektu RAND, který se vyvinul v jeden z největších neziskových globálních politických think-tanků na světě, společnost RAND Corporation. Dále byl jedním ze zakladatelů letecké společnosti Pan American World Airways.

## Historie

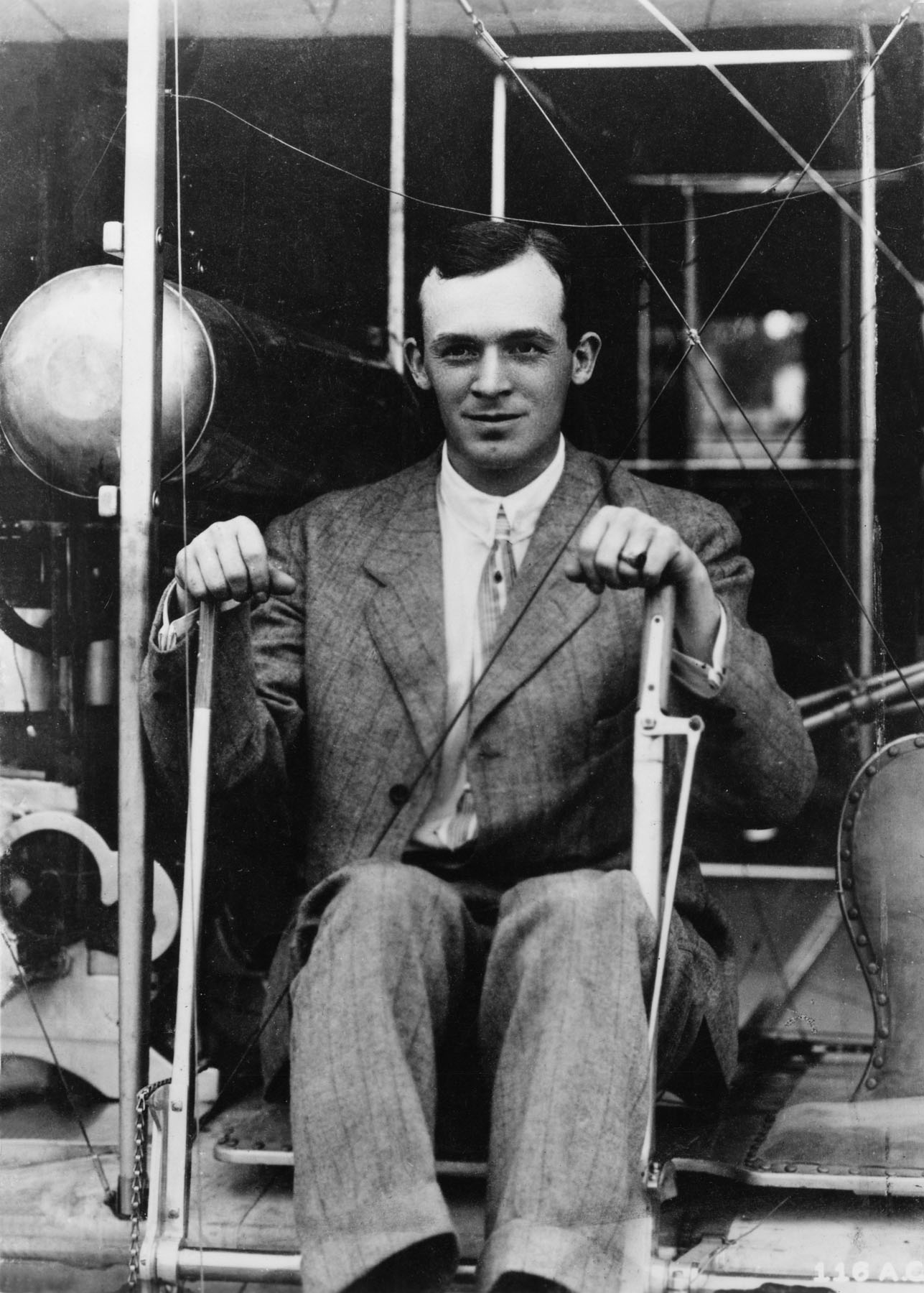
Mladý Henry H. Arnold v roce 1911 během výcviku na letounu Wright Model B

Dne 21. dubna 1911 americká armáda vyslala Arnolda a Thomase DeWitt Millinga k výcviku do letecké školy Wright Flying School, působící poblíž Daytonu. Arnold se učil létat na typu Wright Model B. Po dokončení výcviku získal letecký průkaz Mezinárodní letecké federace číslo 29.